# Супрунів
Супруні́в — село в Україні, в Стрижавській селищній громаді Вінницького району Вінницької області. Населення становить 339 осіб.
18 березня 1944 року німецький каральний загін спалив 250 дворів села Супрунів Вінницького району, загинуло 23 жителі. На території села протікає ріка Згар.